# محمد بن لب بن موسى
محمد بن لب بن موسى (المتوفي عام 294 هـ/898 م) والي أرنيط وطرسونة، وأحد زعماء بني قسي.
محمد بن لب هو ابن لب بن موسى أحد زعماء بني قسي. بعد وفاة والده، ثار محمد في سرقسطة عام 260 هـ، فأرسل له الأمير محمد بن عبد الرحمن جيشًا بقيادة هاشم بن عبد العزيز صالحه على مبلغ من المال، وأن يوليه الأمير على أرنيط وطرسونة وجريش. ثم بلغ الصراع على السلطة داخل أسرة بني قسي ذروته عام 270 هـ/884 م، عندما قاتل محمد بن لب بن موسى بالقرب قلهرة، قوة من 7,000 رجل بقيادة عمه إسماعيل بن موسى وابن عمه إسماعيل بن فرتون بن موسى، وانتهت المعركة بمقتل أربعة من أبناء فرتون، وأسر عمه إسماعيل بن موسى، حتى سلّم له سرقسطة وتطيلة وبلتيرة، ثم أطلق عمه إلى حصن منتشون الذي ظل به حتى وفاته.
بعد وفاة إسماعيل بن موسى، حاول محمد بن عبد الملك الطويل أن يتولى مناطق بني قسي من قبل الأمير عبد الله بن محمد بن عبد الرحمن، إلا أن الأمير أولاها محمد بن لب بن موسى. وفي عام 273 هـ/886 م، شن محمد بن لب هجومًا على ألبة والقلاع، حقق فيها بعض الانتصارات،
وفي عام 293 هـ/897 م، تمرد أهل طليطلة، وعرضوا على محمد بن لب أن يتولى مدينتهم، ولكن نظرًا لانشغاله بحصاره لبني تجيب في سرقسطة، أرسل لهم ابنه لب. وفي 12 رمضان 285 هـ/2 أكتوبر 898 م، وبينما كان محمد بن لب يستطلع أمر سرقسطة، أمسكه أحد الحراس، وطعنه برمحه واحتز رأسه، وأرسلها لبني تجيب الذين أرسلوها لقرطبة، حيث عُلّقت أمام القصر لثمانية أيام قبل أن تدفن.
أنجب محمد ست أبناء وهم لب وموسى ويوسف وعبد الله ويونس والمطرف.